# LAV-2
LAV-2是加拿大研发的LAV装甲车族的第二代产品。

## 概述
LAV-2是一款8×8轮式装甲车，与6×6轮式的LAV-1（也被称为通用装甲车，AVGP）不同。美国海军陆战队采购的LAV-2衍生型被称为LAV-25。加拿大采购的LAV-2主要有两个衍生型：野牛装甲车和丛林狼装甲车。澳大利亚采购的LAV-2衍生型被称为ASLAV。

## LAV-25
1980年代，美国海军陆战队开始寻求一款轻型装甲车，以提高部队的机动性。他们最终选择了通用汽车柴油机公司的LAV-2，并将其命名为LAV-25。
LAV-25于1983年开始在美国海军陆战队服役。最初，美国陆军也对这款装甲车表现出兴趣，但最终并未订购（尽管他们后来引进了史崔克装甲车族）。不过，在海湾战争期间，美国陆军至少从海军陆战队借用了十几辆LAV-25，供第82空降师的第73骑兵团侦察排使用。这些LAV-25在战争结束后悉数归还给了海军陆战队。
美国海军陆战队共订购了758辆各种型号的LAV装甲车。LAV首次实战是在1989年的入侵巴拿马战争中，此后又在海湾战争、伊拉克战争和阿富汗战争中持续服役。
如今，美国海军陆战队一个典型的轻型装甲侦察营通常编制有56辆LAV-25、16辆LAV-AT反坦克导弹车、12辆LAV-L后勤车、8辆LAV-M迫击炮车、4辆LAV-R维修车、4辆LAV-C2指挥控制车，以及数量不详的LAV-MEWSS移动电子战支援系统车辆。

## 野牛装甲车
野牛装甲车是在LAV-25基础上改进而来的装甲车，最初设计为装甲运兵车。它于1990年投入使用，并在服役期间发展出多个不同的分支型号。

### 设计
野牛装甲车源自LAV-25，其设计过程仅用时七天。 与基础型LAV-25相比，野牛装甲车抬高了车顶高度，移除了炮塔，并将指挥官的观察塔布置在驾驶员后方。此外，野牛装甲车在载员/货舱内设计了一套轨道安装系统，以便快速更换任务所需的装备。驾驶员位于车辆前部左侧的驾驶舱内。指挥官的位置略微抬高，位于驾驶员正后方，并可以使用自己的舱门和安装的机枪。发动机则位于乘员舱右侧。
加拿大军队在2002年至2008年间对野牛装甲车进行了升级。升级项目包括提升发动机功率、采用新的扭杆悬挂、增设用于加装装甲的固定点、空调以及用于核生化防御的VRS呼吸系统。

### 型号
野牛装甲车的轨道安装系统使其能够适应各种不同的任务，而无需进行大的改动。加拿大军队使用的野牛装甲车已发展出多种用途，包括装甲运兵车（原始配置，但在这个角色中主要由LAV-3取代）、81毫米迫击炮车（32辆）、救护车（32辆）、装甲维修车（32辆）、装甲抢救车（32辆）、电子战车辆（25辆）以及核生化侦察车（4辆）。

### 用户

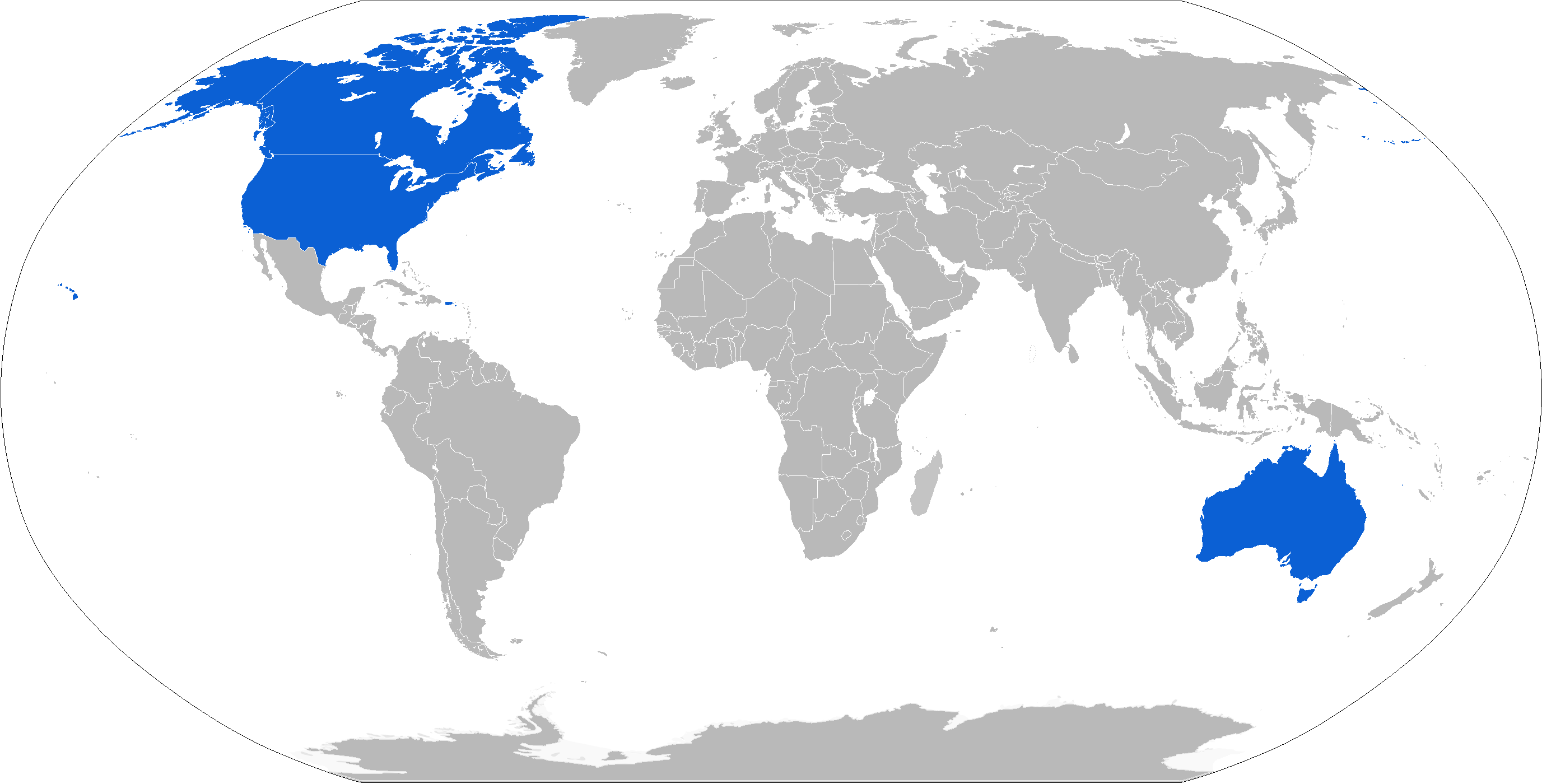
装备野牛装甲车的国家（蓝色）

澳大利亚陆军 - 97辆（参见2型ASLAV）
加拿大陆军 - 199辆（正在逐步退役，将被LAV-6取代）
美国国民警卫队 - 12辆

## 丛林狼装甲车
丛林狼装甲车自1996年起在加拿大军队服役，最初被用作装甲战斗车辆，在装甲部队中扮演假想敌坦克训练车的角色，但后来主要用于轻型侦察任务。
丛林狼装甲车是LAV-25的更新一代型号，与野牛装甲车和澳大利亚的ASLAV同属一个车族。

### 武器装备
丛林狼侦察车装备了一门25×137毫米M242巨蝮式链炮和两挺7.62×51毫米的C6通用机枪。其中一挺机枪与主炮同轴安装，另一挺则安装在车长舱口前部的机枪座上。主炮采用双路供弹，炮手和车长可以选择不同的弹药来获得不同的毁伤效果；标准配备包括一套脱壳穿甲弹和一套HE-T高爆曳光弹/破片弹。主炮和同轴机枪都具有双轴稳定功能。炮塔配备了激光测距仪，但没有弹道计算机；火炮的仰角和弹道修正需要炮手使用瞄准镜内的标线手动进行调整，瞄准镜具有昼间、热成像和图像增强等多种观察模式。炮塔还配备了榴弹发射器，可以发射烟雾弹和破片榴弹。

### 机动性
丛林狼装甲车由一台400匹馬力（300千瓦特）的底特律柴油6V53T发动机提供动力，公路最高时速可达100每小時（62英里每小時）。丛林狼装甲车在公路上的最大行程为660（410英里）。它使用了比最初用于野牛装甲车和AVGP更大的车轮（后来这些车辆也进行了同样的升级）。与较新的LAV-3系列车辆相比，丛林狼装甲车的体积更小，使用了更小的轮胎，车头轮廓“锐利”而非“圆润”，驾驶员舱口也更小，呈椭圆形。与LAV-3一样，丛林狼装甲车也可以加装额外的陶瓷螺栓连接式装甲板，以增强防护能力。丛林狼装甲车可以由C-130运输机空运，但需要预先拆除炮塔。

### 型号

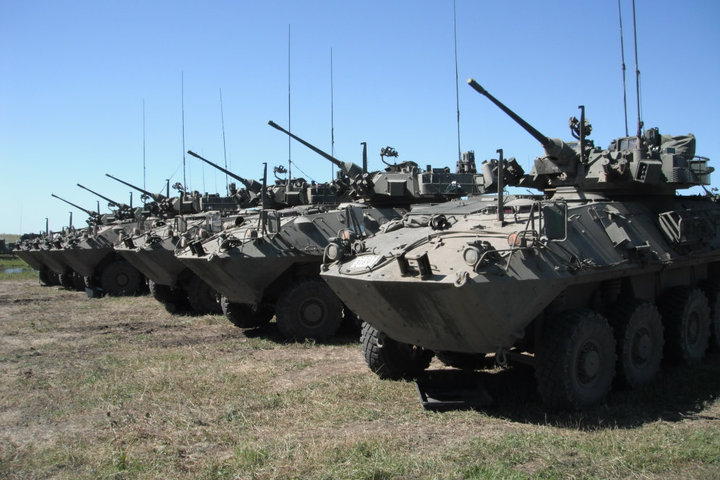
加拿大第12装甲团的丛林狼装甲车

丛林狼装甲车有三个型号：指挥型、伸缩桅杆型和遥控型。伸缩桅杆型和遥控型都配备了一套先进的电子侦察设备，包括雷达、视频和红外线夜视仪。伸缩桅杆型的设备安装在一个可以升高到10米高度的桅杆上，以便将侦察设备从掩体后方升起。丛林狼侦察车的遥控型则将侦察设备安装在两个简易三脚架上，车组人员可以使用长达200米的线缆进行远程布设。
最初采购完成后，在配发给预备役部队之前，所有丛林狼侦察车都被重新分配给了正规军。

### 服役经历
自从丛林狼装甲车加入加拿大武装部队以来，它一直在国内和国外执行任务。丛林狼侦察车曾在波斯尼亚和黑塞哥维那、北马其顿、科索沃以及阿富汗等地参与联合国和北约的军事行动。
在加拿大国内，丛林狼装甲车曾在“灰熊行动”期间部署到卡纳纳斯基斯，负责第28届八国集团首脑会议、第36届八国集团首脑会议和2010年二十国集团多伦多峰会的安保工作，此外还多次参与国内突发事件的处置。
丛林狼装甲车目前正在逐步退役，将被德事隆战术装甲巡逻车和LAV-6取代。